# Fessenheim
Fessenheim is een gemeente in het Franse departement Haut-Rhin (regio Grand Est) en telde op 1 januari 2022 2.335 inwoners. De plaats maakt deel uit van het arrondissement Thann-Guebwiller. Fessenheim ligt niet aan de Rijn, maar er wel slechts op enkele kilometers vanaf.

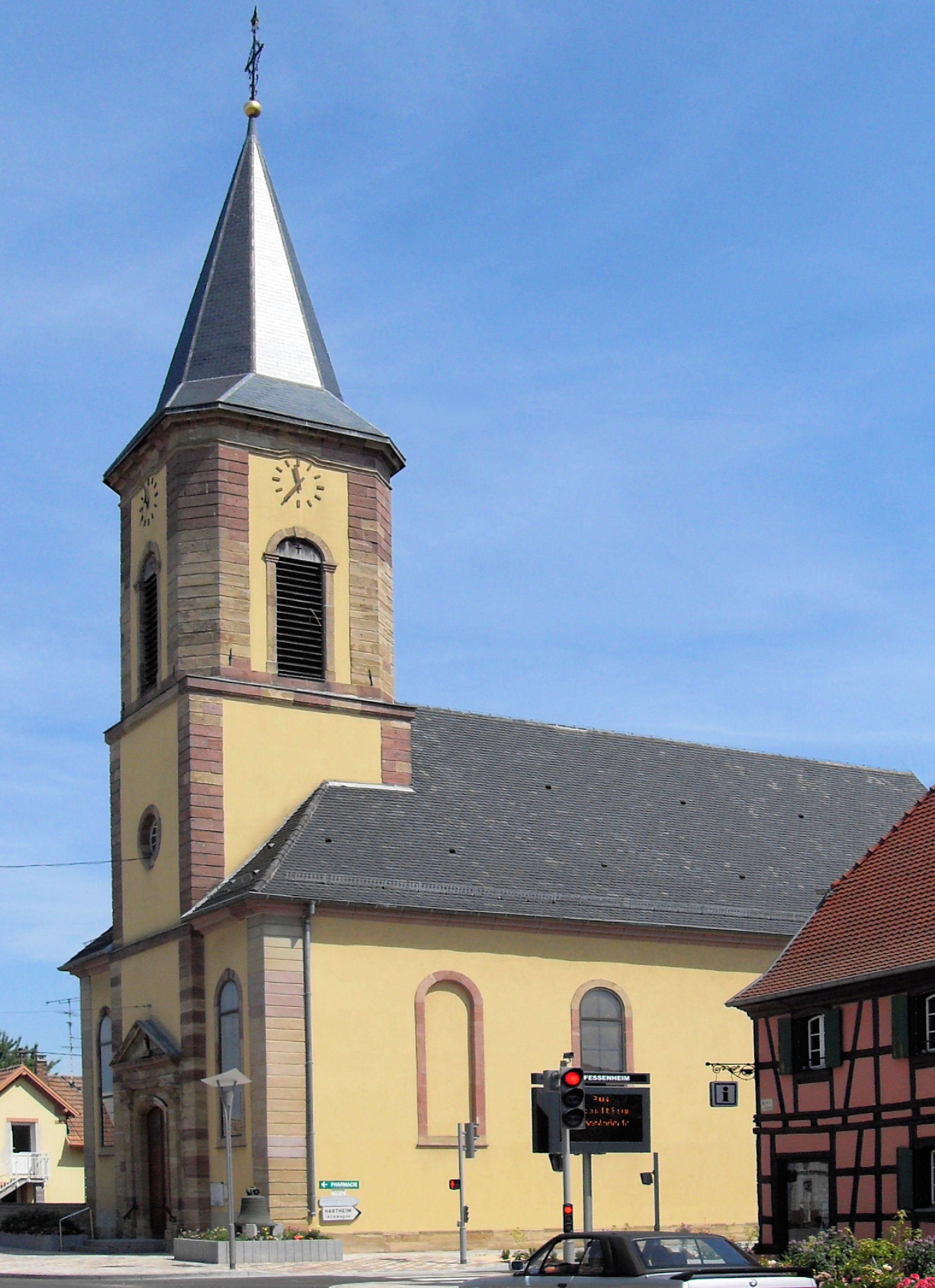
kerk de Sainte-Colombe

## Energiecentrales
In Fessenheim staan twee elektriciteitscentrales: een kerncentrale en een waterkrachtcentrale. 
Van alle Franse kerncentrales is de Kerncentrale Fessenheim het langst in bedrijf geweest. De centrale is van het Franse bedrijf EDF. Over de kerncentrale was er een verschil van mening. Tegenstanders van de centrale wezen erop dat de centrale aan het einde van zijn technische levensduur is, dus moest worden gesloten. Voorstanders van de centrale zeiden dat de centrale nog altijd zeer veilig was en wezen op het economische belang van de centrale. De kerncentrale ligt aan de Rijn. Op 5 september 2012 deed er zich in de kerncentrale een incident voor, waarbij twee medewerkers gewond raakten. Medio 2015 werd besloten de centrale per eind 2016 te sluiten.  
Begin oktober 2019 kondigde de regering de definitieve sluiting aan van de kerncentrale van Fessenheim voor de maand juni 2020. Op 19 februari 2020 tekende Édouard Philippe het decreet dat de aanstaande sluiting van de fabriek formaliseert. De eerste reactor werd stilgelegd op zaterdag 22 februari en de tweede op 30 juni 2020.
De Rijn splitst zich na Bazel in twee rivierarmen, die parallel verder lopen. Schepen moeten de oostelijke arm volgen en passeren bij Fessenheim een sluis, een sluis met een groot hoogteverschil. De westelijke arm van de Rijn volgt de natuurlijke rivierbedding, maar is te ondiep voor scheepvaart. Na Fessenheim komen beide armen weer bij elkaar. Bij de plaats van de sluizen ligt een waterkrachtcentrale.

## Geografie
De oppervlakte van Fessenheim bedroeg op 1 januari 2022 18,4 vierkante kilometer; de bevolkingsdichtheid was toen 126,9 inwoners per km².

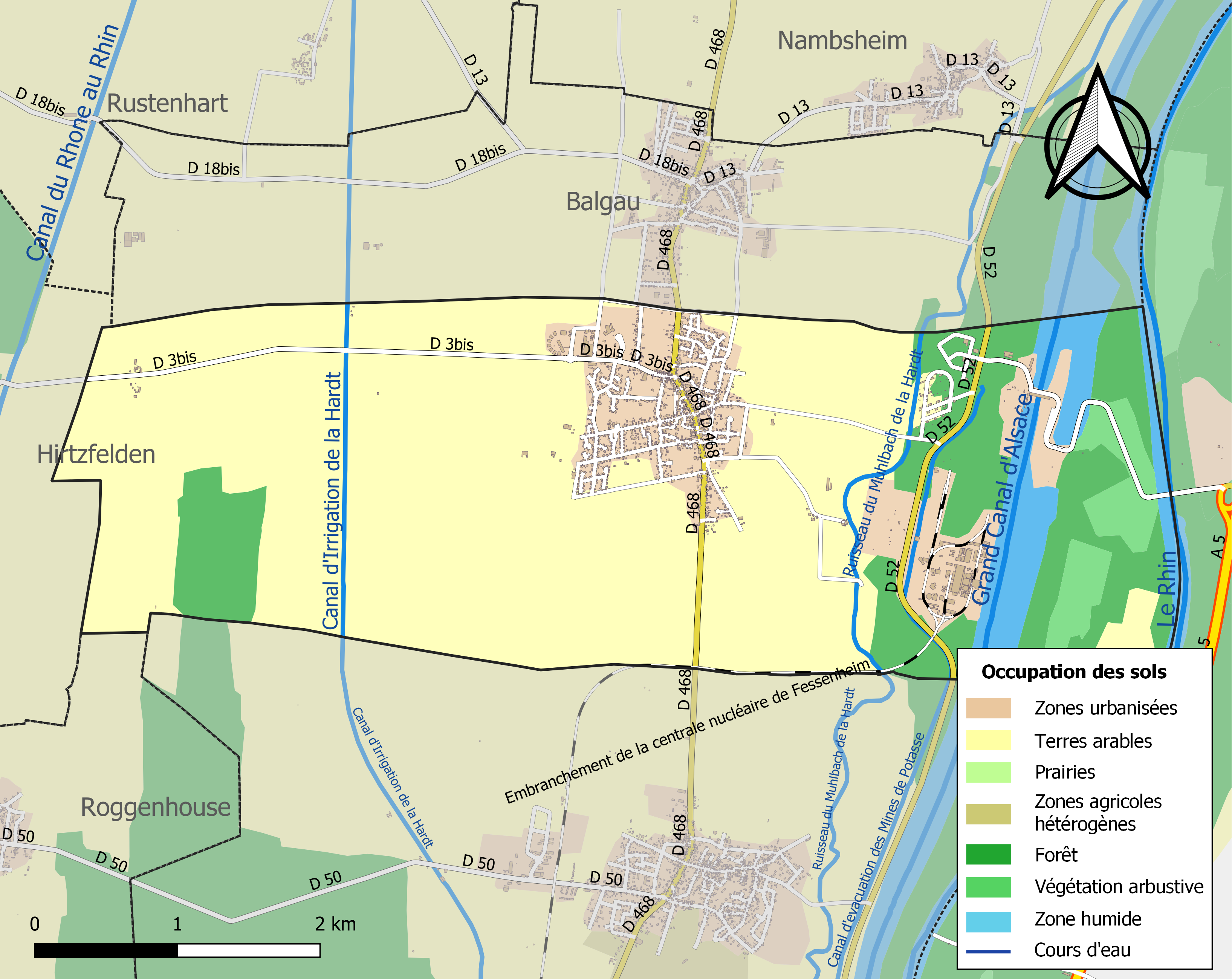
Kaart van de gemeente met de belangrijkste infrastructuur, bodemgebruik en omliggende gemeenten

## Demografie
Onderstaande figuur toont het verloop van het inwonertal (bron: INSEE-tellingen).

## Bekende personen
- Victor Schoelcher (1804-1893), een Franse politicus, die verantwoordelijk was voor de afschaffing van slavernij op Frans grondgebied in 1848.